# Aelurillus cypriotus
Aelurillus cypriotus es una especie de araña araneomorfa del género Aelurillus, tribu Aelurillini, familia Salticidae. La especie fue descrita científicamente por Azarkina en 2006.
La longitud y anchura del prosoma del macho y la hembra es de 1,9 y 1,5 milímetros respectivamente. La especie se distribuye por el Medio Oriente: Chipre.